# Supercopa de Italia 1988
La Supercopa de Italia 1988 fue la 1.ª edición de la Supercopa de Italia. Bajo la modalidad de partido único, se disputó el 14 de junio de 1989 en el Estadio Giuseppe Meazza en Milán entre el campeón de la Serie A 1987-88, el A. C. Milan, y el campeón de la Copa Italia 1987-88, la U. C. Sampdoria. Milan ganó el partido por 3-1, ganando el trofeo inaugural. Originalmente se iba a celebrar en 1988, pero se pospuso debido a coincidir con los Juegos de la Olimpiada XXIV en Seúl.

## Equipos participantes
| A. C. Milan     |  |  |  | Campeón de la (Serie A 1987-88)     |
| U. C. Sampdoria |  |  |  | Campeón de la (Copa Italia 1987-88) |

## Partido
| 1          | POR        | Giovanni Galli        |     |
| 2          | DEF        | Mauro Tassotti        |     |
| 3          | DEF        | Alessandro Costacurta |     |
| 6          | DEF        | Franco Baresi         |     |
| 5          | DEF        | Filippo Galli         | 86' |
| 4          | MED        | Angelo Colombo        |     |
| 7          | MED        | Christian Lantignotti | 46' |
| 8          | MED        | Frank Rijkaard        |     |
| 10         | MED        | Carlo Ancelotti       |     |
| 9          | DEL        | Marco van Basten      |     |
| 11         | DEL        | Alberico Evani        |     |
| Entrenador | Entrenador | Arrigo Sacchi         |     |

| 1          | POR        | Gianluca Pagliuca |     |
| 2          | DEF        | Marco Lanna       |     |
| 3          | DEF        | Amedeo Carboni    |     |
| 5          | DEF        | Pietro Vierchowod | 57' |
| 6          | DEF        | Luca Pellegrini   |     |
| 4          | MED        | Fausto Pari       | 73' |
| 7          | MED        | Victor Muñoz      |     |
| 8          | MED        | Fulvio Bonomi     |     |
| 10         | MED        | Fausto Salsano    |     |
| 9          | DEL        | Gianluca Vialli   |     |
| 9          | DEL        | Giuseppe Dossena  |     |
| Entrenador | Entrenador | Vujadin Boškov    |     |

| 14 | DEL | Graziano Mannari | 46' |
| 13 | DEF | Roberto Mussi    | 86' |

| 16 | DEL | Loris Pradella | 57' |
| 14 | MED | Roberto Breda  | 73' |

| Anotado         | 18' | Frank Rijkaard   | 1–1 |
| Anotado         | 72' | Graziano Mannari | 2–1 |
| Anotado · Penal | 90' | Marco van Basten | 3–1 |

| Anotado | 14' | Gianluca Vialli | 0–1 |

| Árbitro             | Pietro D'Elia |
| Árbitros asistentes |               |
|                     |               |
| Cuarto Árbitro      |               |

| 1          | POR        | Giovanni Galli        |     |
| 2          | DEF        | Mauro Tassotti        |     |
| 3          | DEF        | Alessandro Costacurta |     |
| 6          | DEF        | Franco Baresi         |     |
| 5          | DEF        | Filippo Galli         | 86' |
| 4          | MED        | Angelo Colombo        |     |
| 7          | MED        | Christian Lantignotti | 46' |
| 8          | MED        | Frank Rijkaard        |     |
| 10         | MED        | Carlo Ancelotti       |     |
| 9          | DEL        | Marco van Basten      |     |
| 11         | DEL        | Alberico Evani        |     |
| Entrenador | Entrenador | Arrigo Sacchi         |     |

| 1          | POR        | Gianluca Pagliuca |     |
| 2          | DEF        | Marco Lanna       |     |
| 3          | DEF        | Amedeo Carboni    |     |
| 5          | DEF        | Pietro Vierchowod | 57' |
| 6          | DEF        | Luca Pellegrini   |     |
| 4          | MED        | Fausto Pari       | 73' |
| 7          | MED        | Victor Muñoz      |     |
| 8          | MED        | Fulvio Bonomi     |     |
| 10         | MED        | Fausto Salsano    |     |
| 9          | DEL        | Gianluca Vialli   |     |
| 9          | DEL        | Giuseppe Dossena  |     |
| Entrenador | Entrenador | Vujadin Boškov    |     |

| 14 | DEL | Graziano Mannari | 46' |
| 13 | DEF | Roberto Mussi    | 86' |

| 16 | DEL | Loris Pradella | 57' |
| 14 | MED | Roberto Breda  | 73' |

| Anotado         | 18' | Frank Rijkaard   | 1–1 |
| Anotado         | 72' | Graziano Mannari | 2–1 |
| Anotado · Penal | 90' | Marco van Basten | 3–1 |

| Anotado | 14' | Gianluca Vialli | 0–1 |

| Árbitro             | Pietro D'Elia |
| Árbitros asistentes |               |
|                     |               |
| Cuarto Árbitro      |               |

| Supercopa de Italia     |
|                         |
| Campeón Milan 1° título |

| Predecesor: No hubo | Supercopa de Italia 1988 | Sucesor: Supercopa de Italia 1989 |

- Datos: Q2636029